# August Timoleon Wistrand
August Timoleon Wistrand, född 16 januari 1807 på Årby, Klosters socken, Södermanland, död 30 april 1866 i Stockholm, var en svensk läkare.
Wistrand var son till kammarrättsrådet Anders Wistrand samt bror till Ludvig Detlof Wistrand och Alfred Hilarion Wistrand. Han var från 1842 gift med Wilhelmina Berndtson, som avled 1904. Wistrand blev student vid Uppsala universitet 1820, medicine kandidat 1827, medicine licentiat 1829, kirurgie magister 1830 och medicine doktor 1835. Han utnämndes 1832 till bataljons- och 1844 till regementsläkare vid Upplands regemente samt förordnades 1852 att därjämte förvalta ett medicinalrådsämbete. År 1862 erhöll han avsked från regementsläkartjänsten och utnämndes samma år till medicinalråd.
Som skriftställare utgav Wistrand arbeten i rättsmedicin, dels ensam, dels tillsammans med sin bror Alfred Hilarion Wistrand: Handbok i forensiska medicinen (1838), Tabeller för medicolegala obduktioner (1838), Avhandlingar i statsmedicinen (två häften, 1842, 1860), Rättsmedicinska afhandlingar (1863), Handbok i rättsmedicinen (två band, 1852, 1853; nya upplagor av del 1 1869, utgiven av A.H. Wistrand, och 1888, utgiven av O.F. Hallin), Vald samling af Sundhets-kollegii utlåtanden i juridiska mål (1857), de båda sista tillsammans med A.H. Wistrand. Dessutom författade han "Minnesböcker" för läkare (1853; andra upplagan 1854), apotekare (1854), stadsläkare (1860), skrev Handbok i husmedicinen (1840, åttonde upplagan 1889; från och med sjunde upplagan kallad Husläkaren, Handbok et cetera) samt publicerade sig bland annat i Hygiea.